# Lansdale, Pennsylvania
Lansdale este un oraș din comitatul Montgomery, Pennsylvania, Statele Unite ale Americii.

## Personalități născute aici
- Peggy March (n. 1948), cântăreață.